# Batalla de Matará
La batalla de Matará fue un enfrentamiento militar librado el 27 de enero de 1815, durante la rebelión de Cuzco, entre las fuerzas patriotas de José Gabriel Béjar y las realistas de Vicente González, con victoria de estas últimas.

## Antecedentes
Después de su derrota al intentar tomar Huanta, Manuel Hurtado de Mendoza y José Gabriel Béjar abandonaron Huamanga, llevando a las autoridades locales a solicitar al teniente coronel realista, Vicente González, ocupar la ciudad. El 4 de octubre de 1814, González y sus hombres entraron en la villa, permaneciendo inoperativos por dos meses. A principios de enero de 1815 volvieron a la ofensiva, después de recibir un refuerzo de 100 soldados y 2 cañones del regimiento Real de Lima mandados por el capitán Felipe Eulate, quienes venían de combatir en Jauja contra un levantamiento.
Entre tanto, Mendoza y Béjar habían reconstruido sus fuerzas reclutando indios en Andahuaylas y logrando aplastar una intentona de rebelión realista en Tinta. Esto llevó al virrey José Fernando de Abascal a conminar al teniente coronel a combatirlos, quien obedeció, saliendo de Huamanga en la noche del 22 de enero, dejando como guarnición a 30 talaveras, 4 oficiales y 2 compañías del regimiento de Huanta, a las órdenes del intendente interino, coronel Narciso Basagoytia, y el teniente coronel José Valdés. Finalmente, el teniente coronel graduado Isidro Alvarado fue enviado de regreso a Huanta con una compañía.

## Combate
El día anterior, 21 de enero, el coronel de milicias Pedro José Lazón, comandante de las milicias de Huanta, fue enviado con 50 hombres y un pequeño cañón a Tambo, pero la resistencia de los patriotas fue tan fuerte que debió retirarse a Huaraco. Durante la noche llegaron las noticias del desastre y este fue el motivo por el que González saliera con rumbo a Tambo, buscando rescatar a la fuerza de Lazón, pasando por las aldeas de San Miguel, Ninabamba y Chilcas, debiendo combatir en cada paso de montaña a sus enemigos, que no dejaban de acosar a su columna. Para esto despejar el camino en ambos flancos se utilizaron a los indios de Huanta y Huamanguilla, liderados por el alcalde Tadeo Lazón y el cura Manuel Navarro de la primera localidad. Fue un éxito, pues mataron a muchos guerrilleros sin sufrir ningún muerto, sólo quedaron rezagados 10 honderos en Tambo.
Se envió al coronel José Nicolás Lecoma con 50 fusileros y 70 lanceros a adelantarse hasta la hacienda Matará. La idea de González era tentar al enemigo a atacar a la pequeña vanguardia, evitando que los patriotas se retiraran sin luchar y con sus fuerzas intactas. El plan del teniente coronel funcionó. En la tarde del 27 de enero, Béjar y Mendoza se aproximaron a la hacienda hasta tomar posesión de la colina conocida como Castillo del Inca, que dominaba la hoya geográfica donde estaba Matará. Contaban con 350 fusileros, 4 piezas de artillería y un gran número de indios de Cuzco y Huamanga armados con lanzas y hondas, quizás 4000.
González respondió dividiendo sus fuerzas en tres: la primera se quedó defendiendo la hacienda, la segunda apostada en el camino de Ocros, y la tercera, una reserva compuesta por dos compañías de talaveras bajo su comando personal. Esta últimas cargaron de frente al centro de las posiciones enemigas, formándose en guerrilla a las órdenes del capitán José Fiscar; la artillería realista quedó inutilizada a la tercera salva de disparos, lo que obligó al teniente coronel a mandar al resto de sus talaveras en apoyo del asalto.
Los patriotas resistieron ferozmente por hora y media, pero acabaron viéndose forzados a retirarse en pánico ante el disciplinado fuego de los talaveras y huantinos, abandonando su artillería. Los vencidos fueron perseguidos por una legua, quedando el campo cubierto de cadáveres. La persecución cesó con la llegada de la noche, momento en que González hizo retroceder a sus hombres a la hacienda.

## Consecuencias
Las bajas realistas fueron de 5 talaveras muertos y 2 gravemente heridos, además de un huantino fallecido y otro herido. Los huantinos persiguieron sin piedad a los vencidos. Además de la artillería (4 cañones), se capturaron 90 a 100 fusiles, un barril de pólvora y una carga de municiones. Los patriotas se refugiaron en Andahuaylas, donde consiguieron reconstruir sus fuerzas y volver a la ofensiva gracias a sus partidarios de Abancay. Empezaron a hostilizar Huamanga, interrumpiendo las comunicaciones entre González y Basagoytia, quienes debían hacer frecuentes salidas para quemar los pueblos favorables de los rebeldes. En una de esas salidas, el 15 de febrero, González salió de Huamanga con 240 soldados y un cañón hacia el pueblo rebelde de Chiano y la hacienda del jefe patriota Gutierres, quemando ambos lugares. En la noche del 17, dicho cabecilla rebelde atacó el campamento realista pero fue rechazado. Al amanecer, los rebeldes presentaron batalla en las alturas de Rucumachay, Atuntocto y Atunguana, donde ubicaron a 70 fusileros (algunos a caballo) y 400 honderos. González atacó sus posiciones, pero consiguieron defenderse en su retirada durante 3 leguas. Al final, los patriotas dejaron 250 muertos y más de 80 heridos en el campo.
Sin embargo, Béjar y Mendoza pronto concentraron más de 5000 combatientes, 800 de ellos armados con fusiles y escopetas y el resto con rejones y a caballo, 18 cañones de campaña, 2 culebrinas de 8 libras fundidas en Abancay y 40 cargas de pertrechos a sólo 3 leguas de Huamanga bajo las órdenes directas de José Manuel Romano, apodado Pucatoro, «Toro Rojo», lo que llevó a las autoridades locales a realizar preparativos para defender la villa, como levantar parapetos o excavar pozos alrededor de la plaza de armas. También se construyeron dos reductos con dos fosos en los cerros Picota y Acuchimay, uno con capacidad para 100 hombres y 4 cañones y el otro para 62 piezas; todo con dinero tomado a sindicatos y patriotas. Además, los curas y alcaldes de Huanta, Loricocha y Huamanga trajeron 500 indios armados con lanzas. Lo que pocos sabían es que Pucatoro había negociado entregar a sus tropas y armas a cambio del perdón con los jefes realistas, quedando en pausa tal maniobra por la llegada de Béjar y Mendoza.
Esa era la situación, cuando el 24 de marzo llegó a Huamanga un oficio del general rebelde Pedro Paz, quien asediaba Matará, anunciando la caída de Cuzco ante el brigadier realista Juan Ramírez Orozco, cuyas avanzadillas ocupaban Abancay y marchaban a Huancarama. Después de esta noticia, los vecinos hicieron rendirse a dos compañías rebeldes que marchaban a Matará y capturaron 140 cargas de pertrechos, 6 cañones en los altos de Moyobamba y al cabecilla Mariano Angulo. Ante este vuelco, Paz propuso la capitulación. Al mismo tiempo, Pucatoro aprovechó para iniciar un motín en el que murió Mendoza, mientras que Béjar logró escapar para ser capturado más tarde en Zurita y ser entregado al brigadier. El 14 de abril, en Huamanga, Pucatoro se rindió con sus oficiales, soldados y armas a cambio del indulto. Entre el material entregado había 12 cañones de pequeño calibre, 110 fusiles y 49 escopetas. Los jefes rebeldes capturados ya habían sido ejecutados el 29 de marzo.